# Rytterne socken
Rytterne socken i Västmanland ingick i Snevringe härad, ingår sedan 1971 i Västerås kommun och motsvarar från 2016 Rytterne distrikt.
Socknens areal är 59,76 kvadratkilometer, varav 59,43 land. År 2000 fanns här 2 085 invånare. Tätorten Tidö-Lindö, en del av tätorten Kvicksund, herresätena Tidö, Vikhus och Fiholm samt sockenkyrkan Rytterne kyrka ligger i socknen.

## Administrativ historik
Socknen var före 1818 uppdelad i två, Lilla Rytterne socken och Stora Rytterne socken, som båda hade medeltida ursprung.
Vid kommunreformen 1862 övergick socknens ansvar för de kyrkliga frågorna till Rytterne församling och för de borgerliga frågorna till Rytterne landskommun. Landskommunens inkorporerades 1952 i Kolbäcks landskommun som upplöstes 1971, då denna del uppgick i Västerås kommun.
1 januari 2016 inrättades distriktet Rytterne, med samma omfattning som församlingen hade 1999/2000.
Socknen har tillhört fögderier, tingslag och domsagor enligt vad som beskrivs i artikeln Snevringe härad. De indelta soldaterna tillhörde Västmanlands regemente och Västerås kompani.

## Geografi
Rytterne socken ligger sydväst om Västerås öster med Strömsholmsåsen (Hornsåsen) i väster till sydspetsen av den numera landfasta Nyckelön. Socknen som omges av Mälarfjärdarna Asköfjärden, Blacken, Galten och Freden med öar som den skogiga Skutterön.  Socknen är mest öppen slättbygd på Mälarslätten.
På Nyckelön ligger norra delen av tätorten Kvicksund. Sundet avgränsar församlingen mot Södermanland, och  Tumbo socken.  Socknen genomkorsas av riksväg 56.

## Fornlämningar
Bronsåldern representeras av spridda gravar. Från järnåldern finns 18 gravfält. Ett stort gravfält vid Horn har använts mycket länge. Det finns även fem fornborgar med kraftiga vallar. Ruiner av fasta hus från medeltiden finns vid Fiholm samt Vikhus.

## Namnet
Namnet (1304, Rytru) kan vara ett ursprungligt önamn vars tolkning är oklar.
Namnet skrevs mellan 1940 och 21 oktober 1960 Rytterns socken.

## Befolkningsutveckling
| Befolkningsutvecklingen i Rytterne socken 1750–1990                                                     | Befolkningsutvecklingen i Rytterne socken 1750–1990 | Befolkningsutvecklingen i Rytterne socken 1750–1990 | Befolkningsutvecklingen i Rytterne socken 1750–1990 | Befolkningsutvecklingen i Rytterne socken 1750–1990 |
| --- | --------------------------------------------------- | --------------------------------------------------- | --------------------------------------------------- | --------------------------------------------------- |
| |                                                     |                                                     |                                                     |                                                     |
| År |                                                     |                                                     | Folkmängd                                           |                                                     |
| 1750 | 1750                                                |                                                     | 947                                                 |                                                     |
| 1760 | 1760                                                |                                                     | 1 001                                               |                                                     |
| 1769 | 1769                                                |                                                     | 1 116                                               |                                                     |
| 1780 | 1780                                                |                                                     | 1 085                                               |                                                     |
| 1790 | 1790                                                |                                                     | 1 156                                               |                                                     |
| 1800 | 1800                                                |                                                     | 1 186                                               |                                                     |
| 1810 | 1810                                                |                                                     | 1 145                                               |                                                     |
| 1820 | 1820                                                |                                                     | 1 187                                               |                                                     |
| 1830 | 1830                                                |                                                     | 1 178                                               |                                                     |
| 1840 | 1840                                                |                                                     | 1 254                                               |                                                     |
| 1850 | 1850                                                |                                                     | 1 254                                               |                                                     |
| 1860 | 1860                                                |                                                     | 1 235                                               |                                                     |
| 1870 | 1870                                                |                                                     | 1 363                                               |                                                     |
| 1880 | 1880                                                |                                                     | 1 453                                               |                                                     |
| 1890 | 1890                                                |                                                     | 1 379                                               |                                                     |
| 1900 | 1900                                                |                                                     | 1 399                                               |                                                     |
| 1910 | 1910                                                |                                                     | 1 330                                               |                                                     |
| 1920 | 1920                                                |                                                     | 1 323                                               |                                                     |
| 1930 | 1930                                                |                                                     | 1 308                                               |                                                     |
| 1940 | 1940                                                |                                                     | 1 196                                               |                                                     |
| 1950 | 1950                                                |                                                     | 1 108                                               |                                                     |
| 1960 | 1960                                                |                                                     | 1 017                                               |                                                     |
| 1970 | 1970                                                |                                                     | 779                                                 |                                                     |
| 1980 | 1980                                                |                                                     | 1 124                                               |                                                     |
| 1990 | 1990                                                |                                                     | 1 557                                               |                                                     |
| Anm: Källor: Umeå universitet - Tabellverket 1749-1859, Demografiska databasen, CEDAR, Umeå universitet |                                                     |                                                     |                                                     |                                                     |